# Richelieu (Indre-et-Loire)
Richelieu ist eine französische Stadt mit 1620 Einwohnern (Stand 1. Januar 2022) im Département Indre-et-Loire in der Region Centre-Val de Loire. Sie liegt an dem kleinen Flüsschen Mable.

## Geographie
Richelieu liegt auf der Grenze zwischen der Touraine und dem Poitou, etwa 60 km südlich von Tours und je 20 km von Chinon und Loudun entfernt. Die Stadt wurde in einem ursprünglich sumpfigen weiten Tal angelegt. Das gemäßigte Klima lässt bereits die Einflüsse des nur ca. 180 km entfernten Atlantiks spüren.
Das Gemeindegebiet ist Bestandteil des Regionalen Naturparks Loire-Anjou-Touraine.

## Geschichte

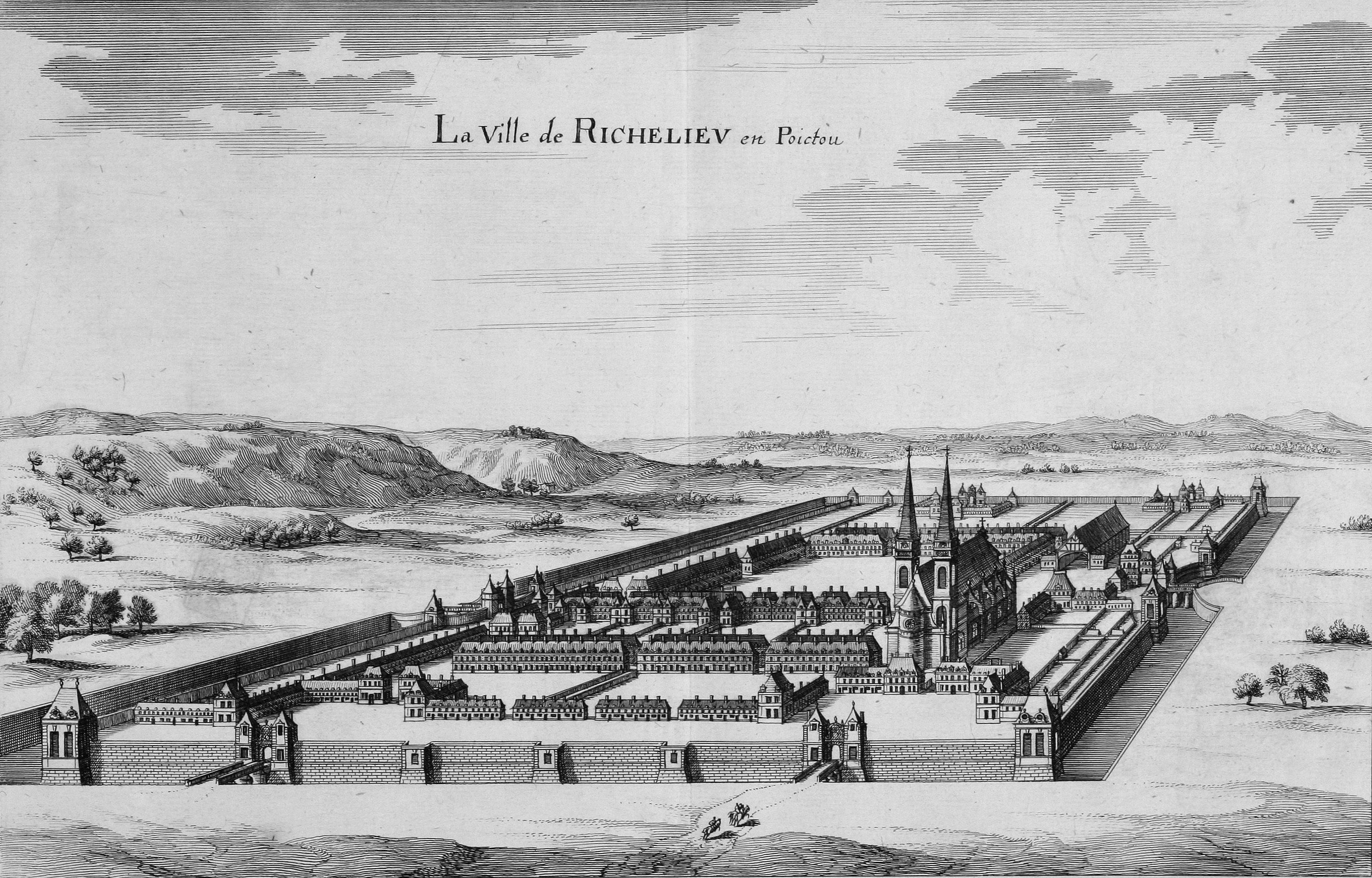
Ansicht der Stadt im 17. Jahrhundert (Kupferstich)

Die Stadt Richelieu wurde ab 1631 auf Anordnung des Kardinals Richelieu an Stelle des gleichnamigen Dorfes erbaut. In unmittelbarer Nähe ließ der Kardinal nach den Plänen des Architekten Jacques Le Mercier ein Schloss erbauen, das ab 1835 abgetragen wurde. Spekulanten kauften das Schloss, das nicht unter Denkmalschutz stand, für einen Bagatell-Betrag und verkauften es, zum Erstaunen Aller, Stein für Stein als Baumaterial. Heute ist nur noch der 500 ha große, von einer hohen Mauer umgebene Schlosspark vorhanden, der der Universität Paris gehört.

### Bevölkerungsentwicklung
| Jahr      | 1962 | 1968 | 1975 | 1982 | 1990 | 1999 | 2008 | 2018 |
| Einwohner | 2004 | 2214 | 2444 | 2433 | 2223 | 2165 | 1950 | 1678 |

Quellen: Cassini und INSEE

## Stadtgliederung

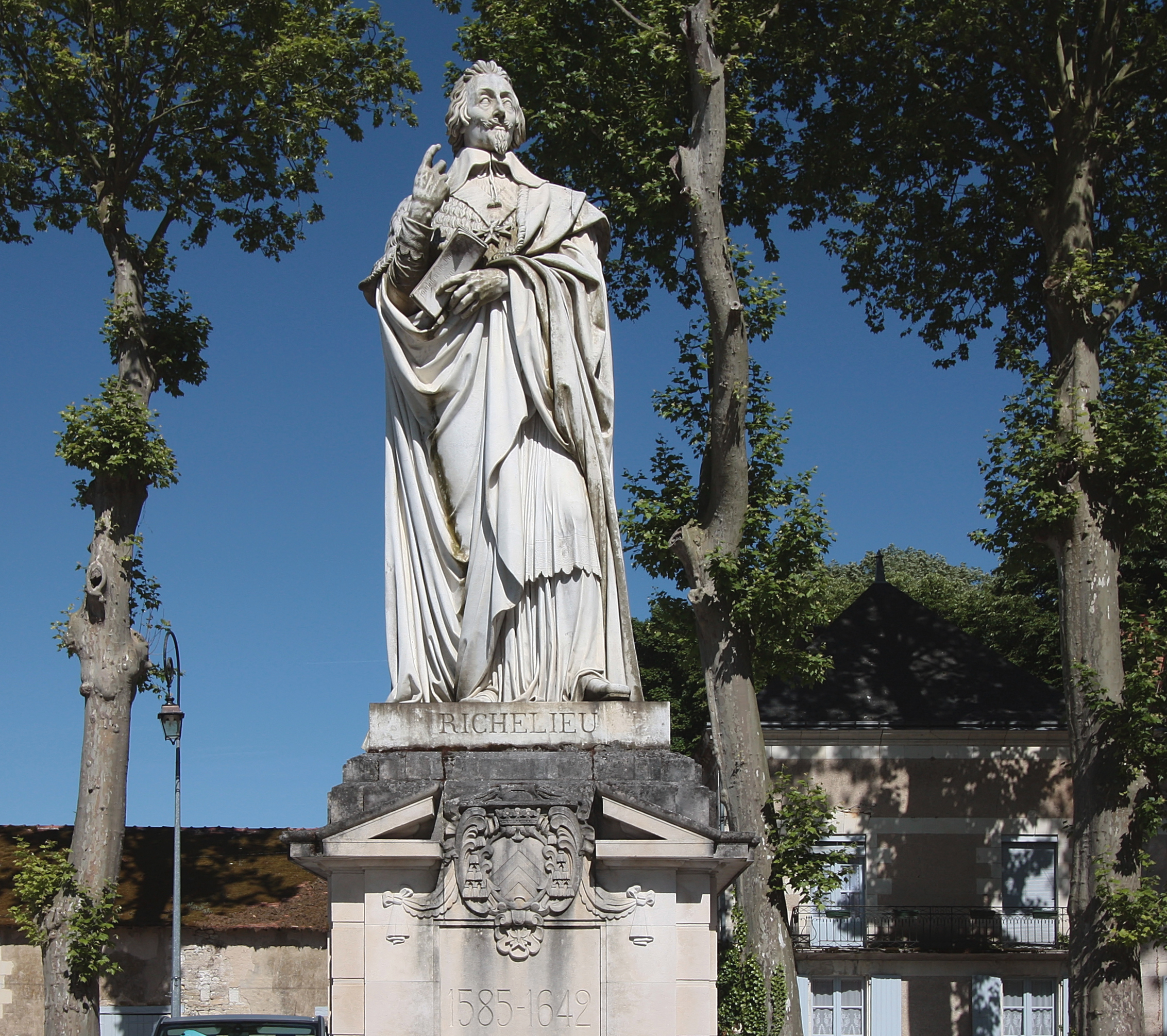
Richelieu-Denkmal vor dem Schlosspark

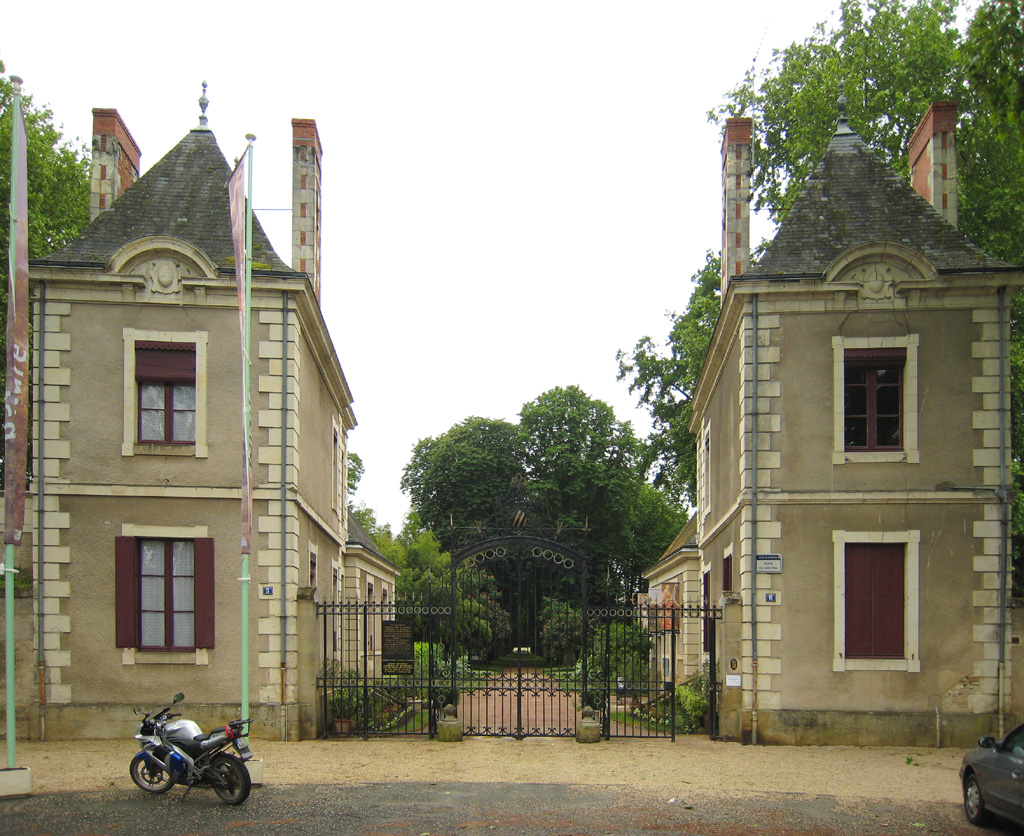
Eingang zum Schlosspark

Noch heute ist der rechteckige, absolut symmetrische Grundriss der ursprünglichen Stadt innerhalb der Stadtmauern zu erkennen. Auch dieser Grundriss wurde von Jacques Lemercier erstellt; seine Brüder Pierre und Nicolas überwachten die Bauausführung. Um einen Anreiz zur Besiedlung seiner Stadt zu geben, stellte der Kardinal den Interessenten das Bauland kostenlos zur Verfügung und befreite sie von allen Steuern. Um das gewünschte einheitliche Stadtbild zu gewährleisten, durften nur die vom Kardinal ausgewählten Baumeister Thiriot oder Barbet mit der Bauausführung beauftragt werden. Mit dem Tode des Kardinals im Jahre 1642 wurden die systematischen Arbeiten aufgegeben; dennoch wurde die begonnene Stadtanlage innerhalb des vorgegebenen rechtwinkligen Straßenrasters fertiggestellt. Heute steht das gesamte Stadtbild unter Denkmalschutz. Der Fabeldichter Jean de La Fontaine nannte Richelieu „das schönste Dorf des Universums“.
Im Norden, Süden und Westen sind je ein Stadttor vorhanden. Das Tor im Osten ist „blind“, da dahinter der Schlosspark liegt; aus Symmetriegründen hat man es dennoch in der Stadtmauer angedeutet. Später wurden zwei weitere Zugänge in die Stadt angelegt, um dem wachsenden PKW-Verkehr Rechnung zu tragen. Auf die Anlage von Stadttoren hat man dabei jedoch verzichtet. Die Stadt ist von einem Grabensystem umgeben, das von dem Flüsschen Mable gespeist wird.
Platz für Erweiterungen war nur außerhalb des 682 m langen und 487 m breiten Rechtecks der Stadtmauern vorhanden. Der Bahnhof, neue Wohn- und kleine Gewerbegebiete finden sich vorwiegend im Nordosten und Südwesten der Stadt.

## Wirtschaft und Infrastruktur

### Bevölkerungsstruktur
Wie viele Kleinstädte in Frankreich leiden auch Richelieu und seine Umgebung an Bevölkerungsschwund. Dies liegt zum großen Teil an der zentralistischen Struktur Frankreichs mit der nach wie vor starken Dominanz des Großraums Paris. Seit der Hochgeschwindigkeitszug TGV Tours in ca. einer Stunde mit Paris verbindet, ziehen zudem viele Bewohner der kleineren Städte in die Nähe der TGV-Bahnhöfe, um von dort aus täglich nach Paris zu pendeln.
Mit dem Rückgang der Bevölkerung geht eine schleichende Verschlechterung der Infrastruktur einher. Geschlossene Geschäfte und Gasthäuser sind ein alltägliches Bild. Auffallend ist auch der hohe Anteil alter Menschen.

### Verkehr
Richelieu liegt etwas abseits der großen Verkehrsströme. Die Nord-Süd-Achse Paris – Bordeaux führt auf Straße (Autoroute A10) und Schiene (TGV) etwa 20 km östlich an Richelieu vorbei. In Richelieu kreuzen sich untergeordnete Straßen in Nord-Süd- sowie Ost-West-Richtung, die die Stadt an das Hauptstraßennetz anbinden.
Richelieu liegt am Ende einer Eisenbahn-Stichstrecke, die in Chinon von der Strecke Tours – Thouars abzweigt. Der Personenverkehr auf dieser Strecke ist seit mehreren Jahrzehnten eingestellt; der spärliche Güterverkehr wird von der privaten Gesellschaft „Régie Ferroviaire Richelaise“ (RFR) betrieben. Der Bahnhof Richelieu ist Sitz eines Museumsbahnvereins, der an den Sommerwochenenden Dampfzugfahrten nach Chinon durchführt.

### Gewerbe
Die Wirtschaftsstruktur in der südlichen Touraine ist vorwiegend agrarisch geprägt, was durch das milde Klima begünstigt wird. Hauptsächlich werden Getreide, Mais, Melonen und natürlich Wein angebaut. Im Gegensatz zu den umliegenden Anbaugebieten, in denen der Rotwein vorherrscht, wird um Richelieu viel Weißwein angebaut. Neben dem Ackerbau spielt die Zucht von Milchkühen und Ziegen eine große Rolle. Die schmackhaften Ziegenkäse werden von den Bauern vorwiegend selbst vermarktet.
Neben der Landwirtschaft ist der Tourismus der wichtigste Wirtschaftsfaktor, der durch die Nähe zum Loiretal mit seinen berühmten Schlössern begünstigt wird.
Das produzierende Gewerbe ist kaum der Rede wert und leidet unter ständigen Schwierigkeiten, die zum Teil dem ungünstigen Standort in einer recht dünn besiedelten Region geschuldet sind.

## Kultur und Sehenswürdigkeiten

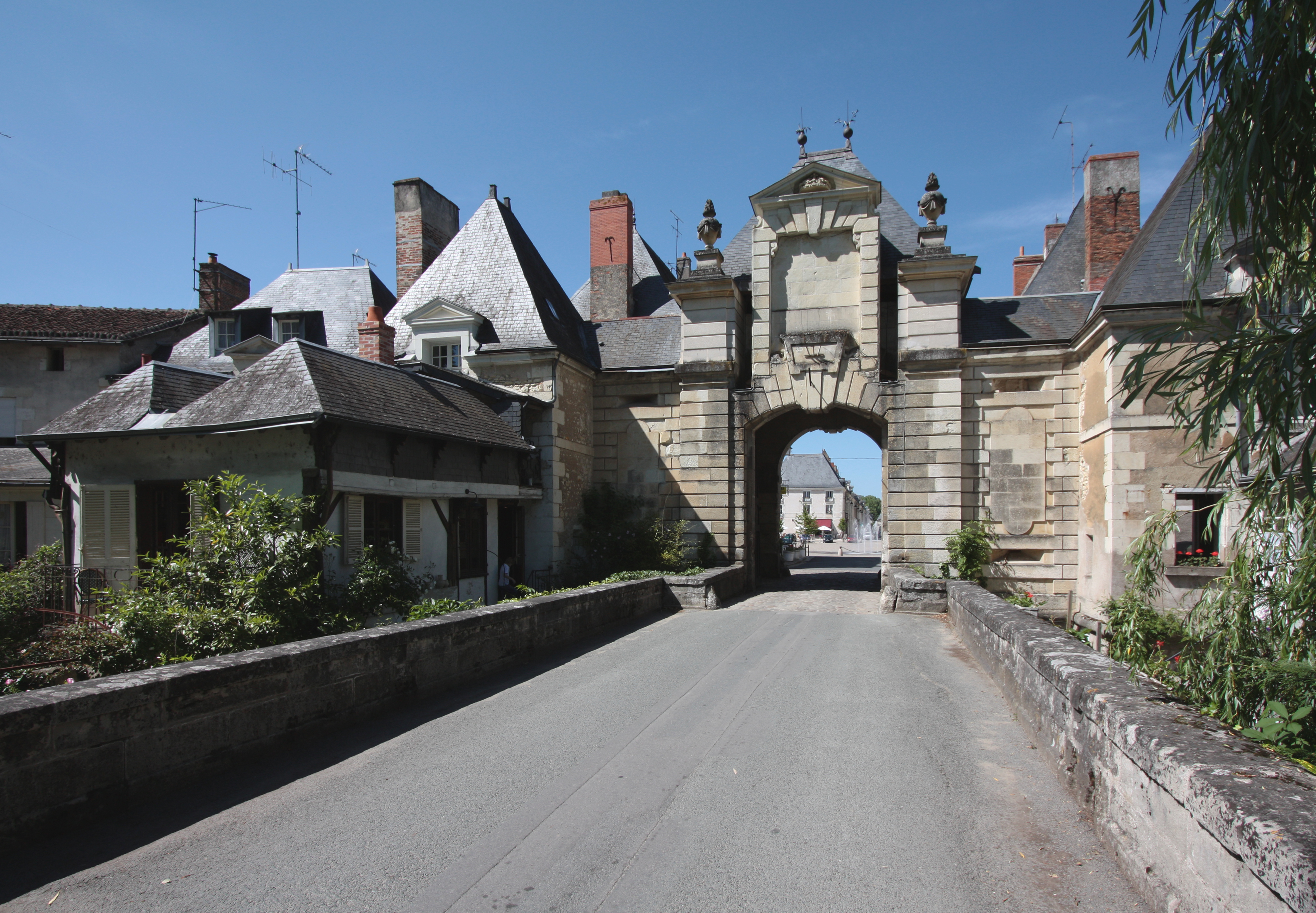
Südliches Stadttor mit Anbauten

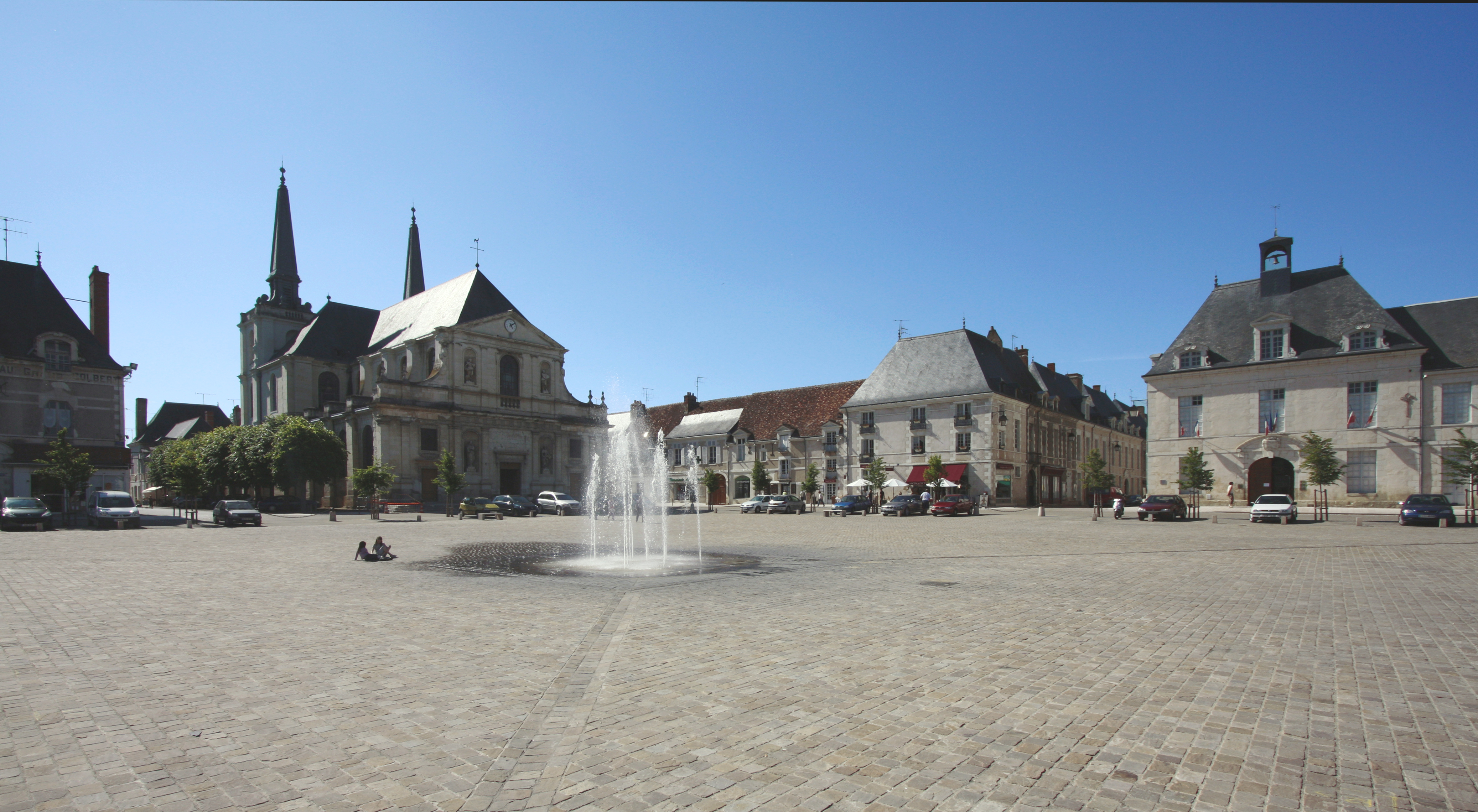
Place des Halles et de l’Église: zur Rechten das alte Rathaus, zur Linken die Kirche Notre Dame von Richelieu

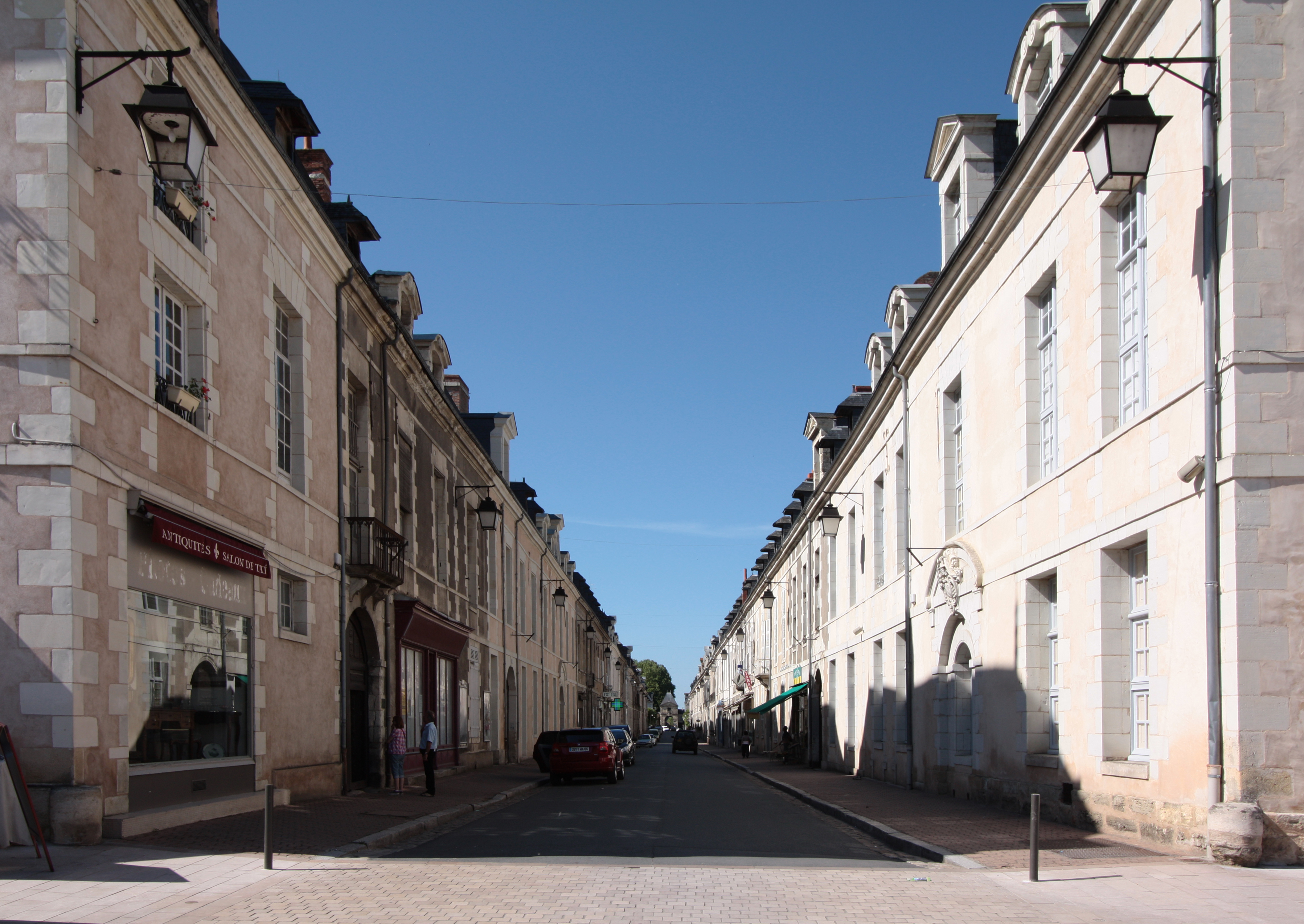
Grande Rue, Blick vom Place Cardinale zum nördlichen Stadttor

### Grande Rue
Die Hauptstraße (Grande Rue) verläuft exakt in Nord-Süd-Richtung zwischen dem nördlichen (Porte de Chinon) und dem südlichen Stadttor (Porte de Chatellerault) und durchquert dabei die beiden Plätze der Stadt. Sie wird auf beiden Seiten von je 14 schönen und großen Bürgerhäusern gesäumt, die in einem einheitlichen Stil errichtet wurden. Trotz diverser Umbauten haben die Häuser über den Lauf der Jahre hinweg ihren ursprünglichen Charakter erhalten.

### Plätze
Im Norden und im Süden der Stadt befinden sich in der Nähe der Stadttore je ein rechteckiger Platz, die jeweils in ihren Mittelachsen von Straßen durchschnitten werden. In Nord-Süd-Richtung ist dies die Grande Rue, die somit auch die Plätze miteinander verbindet.
Der nördliche Platz (Place Royale, heute: Place des Religieuses) ist eine baumbestandene Sandfläche und wird meistens als Parkplatz genutzt. Der größere Platz im Süden (Place Cardinale, heute: Place des Halles et de l’Église) markiert das eigentliche Zentrum der Stadt. Auf ihm stehen westlich der Grande Rue die Kirche und östlich die Markthalle, in der noch heute Kram- und Lebensmittelmärkte abgehalten werden. An diesem Platz liegen auch das Rathaus und das Fremdenverkehrsbüro.

### Bauwerke

#### Kirche
Die Kirche Notre Dame wurde 1635 von Pierre Le Mercier errichtet.

#### Stadttore
Die drei Stadttore sind imposante schiefergedeckte Bauwerke mit hohen Räumen für die hölzernen Fallgitter über dem eigentlichen Tor. Die Durchlässe sind recht schmal und nur einspurig passierbar. Alle Tore werden von Seitengebäuden flankiert; am nördlichen Tor ist auch die Stadtmauer noch gut erhalten. Unmittelbar hinter den Toren befinden sich auf der stadtabgewandten Seite Brücken über die Grabenanlage, die zum Teil noch heute vom Mable durchflossen wird.

#### Markthalle
Auch die Markthalle stammt aus der Gründungszeit der Stadt Richelieu. Sie beeindruckt durch ein mächtiges Holzfachwerk, das das Dach der seitlich offenen Halle trägt. Hinter der Halle liegt ein kleinerer Platz, der früher als Viehmarkt genutzt wurde.

## Städtepartnerschaften
Städtepartnerschaften bestehen mit der kanadischen Stadt Richelieu, der deutschen Gemeinde Schaafheim und mit Luçon im Département Vendée.

## Persönlichkeiten
- Armand-Jean du Plessis, duc de Richelieu (1585–1642), Kardinal und maßgeblicher Berater und Minister Ludwigs XIII.
- François-Armand Huguet (1699–1765), Schauspieler
- Jules Chevalier (1824–1907), französischer Priester und Autor